# ネルソン島 (スヴァールバル諸島)
ネルソン島（ネルソンとう、ノルウェー語: Nelsonøya, 英語: Nelson Island）は、ノルウェー・スヴァールバル諸島の一部である七島群島にある無人島である。島の名前は、イギリス海軍提督ホレーショ・ネルソンの名前からつけられた。